# Oncidium allenii
Oncidium allenii är en orkidéart som beskrevs av Robert Louis Dressler. Oncidium allenii ingår i släktet Oncidium och familjen orkidéer. Inga underarter finns listade i Catalogue of Life.